# Hallelujah (canción de 12012)
«Hallelujah» es un sencillo de la banda japonesa 12012, el undécimo que lanzan como banda major tras firmar con Universal Music Japan. Fue lanzado el 18 de febrero de 2009, en tres versiones distintas, todas incluyen las canciones "Hallelujah" y "Burning", la edición limitada tipo A incluye un DVD con el PV de la canción que le da título al sencillo, la edición limitada tipo B incluye como bonus la canción "Siren" y la edición regular incluye la versión instrumental de "Hallelujah".
Alcanzó el número # 37 en el ranking del Oricon Singles Weekly Chart.

## Lista de canciones
| Edición Regular (CD) |                             |          |  |
| N.º                  | Título                      | Duración |  |
| 1.                   | «Hallelujah»                |          |  |
| 2.                   | «Burning»                   |          |  |
| 3.                   | «Hallelujah» (Instrumental) |          |  |

| Edición Limitada Tipo A (CD) |              |          |  |
| N.º                          | Título       | Duración |  |
| 1.                           | «Hallelujah» |          |  |
| 2.                           | «Burning»    |          |  |

| Edición Limitada Tipo A (DVD) |                   |          |  |
| N.º                           | Título            | Duración |  |
| 1.                            | «Hallelujah» (PV) |          |  |

| Edición Limitada Tipo B (CD) |              |          |  |
| N.º                          | Título       | Duración |  |
| 1.                           | «Hallelujah» |          |  |
| 2.                           | «Burning»    |          |  |
| 3.                           | «Siren»      |          |  |